# A casa nostra
Pour plus de détails, voir Fiche technique et Distribution.
A casa nostra est un film italien réalisé par Francesca Comencini et sorti en 2006.

## Fiche technique
- Titre : A casa nostra
- Réalisateur : Francesca Comencini
- Scénario : Francesca Comencini, Franco Bernini
- Photographie : Luca Bigazzi
- Montage : Massimo Fiocchi
- Musique : Fabio Gurian, Banda Osiris
- Scénographie : Paola Comencini
- Costumes : Daniela Ciancio
- Producteur : Donatella Botti
- Sociétés de production : Bianca Film, Rai Cinema
- Société de distribution : MK2
- Pays d'origine :  Italie
- Langue : Italien, Roumain
- Format : Couleur — 35 mm — 1,85:1 — Son : Dolby Digital
- Genre : Film dramatique
- Durée : 102 minutes (1 h 42)
- Dates de sortie :
  -  Italie : 20 octobre 2006 (Festival international du film de Rome) / Sortie nationale : 3 novembre 2006
  -  France : 18 avril 2007

## Distribution
- Valeria Golino : Rita
- Luca Zingaretti : Ugo
- Giuseppe Battiston : Otello
- Laura Chiatti : Elodie
- Luca Argentero : Gerry
- Teco Celio : le professeur
- Bebo Storti : le président Glauco Bottini
- Fabio Ghidoni : Matteo
- Valentina Lodovini : l'épouse de Gerry